# Xatrac galtablanc
El xatrac galtablanc i xatrac carablanc (Sterna repressa) és un ocell marí de la família dels estèrnids (Sternidae) o bé de la subfamília dels esternins (Sterninae) dins la família dels làrids (Laridae) segons altres autors.

## Descripció
- Xatrac mitjà, amb una llargària de 32 – 37 cm.
- L'adult en estiu té el front, el capell i el clatell negre.
- Color general gris, incloent la gola, però hi ha una zona blanca entre aquesta i la part superior negra del cap.
- Cua forcada. Bec llarg vermell amb extrem negre. Potes vermelles.
- En hivern el front i el capell estant llistats de blanc.

## Hàbitat i distribució
D'hàbits costaners habita a nord de l'oceà Índic, al Mar Roig i nord-est d'Àfrica, Golf Pèrsic i l'Índia, a Maharashtra i les illes Laquedives.